# Учаджи
Учаджи – газове родовище на сході Туркменістану.
Учаджи є одним із родовищ, які виявили на великій геологічній структурі, що обмежує з півночі Мургабську западину та відома як Учаджинський вал. Поклади вуглеводнів родовища пов’язані із відкладами нижньої крейди (шатлицький горизонт готерівського ярусу). Як колектори виступають пісковики із пористістю біля 21%. Покрівля продуктивного пласта знаходиться на глибині 2520 метрів, а його товщина сягає 85 метрів.
Видобувні запаси Учаджи оцінили у 53,8 млрд м3, при цьому його газу властивий низький вміст сірки.
Родовище відкрили у 1978 році ввели в розробку у 1984-му разом із сусіднім родовищем Сейраб.
Видача продукції родовища здійснюється через газопровід КС Каракум – Малай, а з 2022-го також через трубопровід Учаджи – Зергер. При цьому в 2001 році до Учаджи вивели газопровід від родовищ Бяшгизил та Єлгуї.